# Wojciech Pobłocki
Wojciech (Albert) Pobłocki herbu własnego – ławnik mirachowski w latach 1690–1699.
Poseł sejmiku mirachowskiego na sejm koronacyjny 1676 roku, sejm 1685 roku.